# Leia Organa
Leia Organa, vdaná Leia Organa Solo, je postava z filmové série Star Wars. Rodiči jsou Padmé Amidala a Anakin Skywalker a dvojčetem Luke Skywalker, s nímž je citlivá k síle. Titul princezna ji udělil adoptivní otec Bail Organa. Ve filmu ji ztvárnila herečka Carrie Fisher.

## Děj

### Epizoda III. – Pomsta Sithů
Po svém narození byla ukryta na planetě Alderaan, aby ji nebylo ublíženo ze strany Impéria. Adoptoval ji Bail Organa, senátor Republiky a přítel rytířů Jedi, a díky němu získala Leia titul Princezna. Stejně jako její bratr Luke Skywalker má schopnosti ovládat vesmírnou Sílu, ačkoliv ve filmu svou schopnost příliš nevyužívá. Právě pro tyto schopnosti jsou pro Impérium nebezpečím (ale ani sám císař Palpatine dlouho nevěděl, že má Luke sestru).

### Epizoda IV. – Nová naděje
Protože se přidala k Povstalecké Alianci, v Epizodě IV. se dostala do zajetí na superzbrani jménem Hvězda smrti, od které Aliance předtím ukradla plány a Leia sama je poslala pryč uložené v astromechanickém droidovi R2-D2. Darth Vader ji chtěl přinutit, aby prozradila umístění základny Aliance na Yavinu 4 a plány vrátila. Mučil ji a když i přesto odmítla, zničil pro výstrahu Alderaan výstřelem ze superlaseru Hvězdy smrti.
Nakonec ji zachránil Luke s pomocí Bena (Obi-Wana) Kenobiho a Hana Sola. Princezna z vězení unikla odpadovou šachtou, ale při útěku ztratila skupinu Bena Kenobiho, který se pustil do souboje s Darth Vaderem, aby jim dal čas k útěku. Při souboji se Obi-Wan dobrovolně nechal zabít. Leia, Luke Han a Žvejkal se poté ukryjí na měsíci planety Yavin, odkud Luke vede útok na Hvězdu smrti. Luke s pomocí Hana Sola zničí Hvězdu smrti, což zasadí Impériu silný úder. Po boji Leia Luka a Hana vyznamená řádem.

### Epizoda V. – Impérium vrací úder
Impérium napadlo základnu na Hothu a Leia ji narychlo opustila v lodi Hana Sola a jeho parťáka, wookieho Žvejkala. Han a Leia se do sebe zamilují, přičemž ji Han políbí. Společně se schovají v pásu asteroidů. Odtud letí na planetu Bespin, kde se setkají s Hanovým dlouholetým přítelem Landem Calrissianem. Vader donutí Landa k nahlášení Hana Sola. Darth Vader zmrazí Hana Sola v karbonitu a utká se s Lukem, usekne mu ruku, prozradí, že je jeho otcem. Vystrašený a šokovaný Luke skočí do šachty a na poslední chvíli se zachytí okraje a pomocí síly zavolá Leiu. Ta mu v lodi přiletí na pomoc, čímž mu zachrání život. Pak ho odveze na základnu, kde Luke dostane novou robotickou ruku a společně se pak vydají najít a zachránit Hana.

### Epizoda VI. – Návrat Jediů
Luke, Leia, Lando, Žvejkal a droidi se vydali zachránit Hana Sola. V přestrojení proniknou do paláce Jabby Hutta, který Hana vězní. Hana skutečně naleznou a rozmrazí ho, Jabba jim na to ale přijde. Z Leii udělá svou otrokyni, z C-3po udělá svého tlumočníka, z R2-D2 udělá číšníka a Luka, Hana a Žvejkala dá předhodit Sarlaccovi, což je žravá příšera, co žije v dírách v zemi. Luke vytasí svůj světelný meč a pobije Jabbovy vojáky a strážce, čímž sobě a svým přátelům zachrání život. Leia uškrtí Jabbu řetězem, kterým ji držel, a pak společně odlétají na Endor. Luke odletí za mistrem Yodou na planetu Dagobah, aby u něj dokončil výcvik na Jedie. Yoda na Dagobahu umírá stářím, těsně před tím ale Lukovi řekne, že výcvik ukončil a stal se Jediem. Luke se vrátí na Endor, kde společně bojují proti impériu. Prozradí Leie, že jsou sourozenci a že je Vader jejich otec. Tam se jim podaří vypnout štíty Hvězdy smrti. Luke odletí na Hvězdu smrti, kde se utká s Darth Vaderem. Ten zemře, ale těsně před svou smrtí se vrátí na světlou stranu. Luke Hvězdu smrti opustí těsně před tím, než jí Lando ve Falconu společně s povstaleckými piloty zničí. Luke se vrátí na Endor. Po pohřbu Vadera se konají oslavy porážky Impéria. Krátce na to začne žít Leia s Hanem Solem.

### Mezi VI. a VII. epizodou
Po vítězství nad Impériem Luke Skywalker začne s Leinim výcvikem na Jedie. Leia ale výcvik nedokončí, protože má vizi o tom, že její syn, kterého čekala, zemře. Leia odevzdá svůj meč Lukovi s tím, že si ho jednou vyzvedne někdo, kdo dokončí její Jedijskou cestu. Leia pak začne svou politickou kariéru v Nové Republice. Leie a Hanovi se později narodil syn Ben. Stejně jako jeho matka, strýc i děda byl Ben citlivý na Sílu, a proto ho rodiče přihlásili do Jedijské akademie, kterou založil Leiin bratr Luke pro obnovu Jedijského řádu. Ben se však (stejně jako jeho děda Anakin) obrátí na temnou stranu a povraždí všechny další žáky akademie. Po těchto tragických událostech se Leia s Hanem rozejde a už spolu nežijí.

### Epizoda VII. – Síla se probouzí
Sedmá epizoda se odehrává asi třicet let po té šesté. Leia teď působí jako generálka „Odboje“, již dlouho nežije s Hanem Solem, se kterým se rozešli po zdrcující ztrátě syna Bena. Také se pokouší najít mapu k místu kde se ukryl její brat Luke. Po letech se znovu setkává s Hanem a řeší ztrátu syna (který přešel k Temné straně pod jménem Kylo Ren). Následně řídí útok na planetu Hvězdovrah – zbraň Prvního řádu, při kterém Kylo Ren zabije Hana. Leia nese ztrátu těžce. Po nalezení mapy k místu kde se Luke ukrývá vyšle Leia mladou Rey, Žvejkala a R2-D2 aby ho přivedli zpátky.

### Epizoda VIII – Poslední z Jediu
Leia velí evakuaci odboje z planety před tím než jejich základnu zničí první řád. Poté uniknou prvnímu řadu skokem do Hyperprostoru. První řád je ale vystopuje skrz neviditelnou strunu, kterou na ní navážou. Je málem zabita poté, co piloti TIE FIGHTER zničí řídicí centrum hlavního křižníku odboje. Lei se jako jediné podaří přežít díky síle, kterou ovládá stejně jako její bratr Luke Skywalker. Zůstává ale v bezvědomí, (po dobu, co je Leia v bezvědomí, velí odboji Admirálka Holdo). Poté, co se probere, odchází se zbytkem odboje na planetu Crait do bývalé povstalecké základny, aby poslali signál spojencům do galaxie. Tam se shledá se svým bratrem Lukem Skywalkerem (Luke se přišel postavit Kylo Renovi a celému prvnímu řádu, aby je zdržel před tím, než zničí novou základnu odboje). Nakonec se shledá i s Rey poté, co uniknou prvnímu řádu. Skrz sílu vycítí smrt Luka Skywalkera.

### Epizoda IX – Vzestup Skywalkera
Leia pokračuje tam, kde její bratr Luke přestal, a to v tréningu mladé Rey, ale současně velí odboji. Po zjištění informace, že se bývalý císař galaxie Palpatine chystá vrátit, posílá Rey a její přátelé (Finna, Poe, Žvejkal a droidy: BB-8 a C-3po) na misi. Mají najít cestu k Palpatinovi do neznámých oblastí galaxie. Po několika hodinách Leia vycítí souboj Rey a jejího syna Kylo Rena (Bena Sola), kterého skrz sílu konfrontuje. To jí stojí všechny její síly a nakonec umírá. Její oběť napomohla k tomu, aby se její syn vrátil k světlé straně síly. Po smrti se skrze Ducha síly zjeví Rey na Tatooine společně s Lukem Skywalkerem.